# Орехек (Церкно)
Орехек (словен. Orehek) — розсіяне поселення нижче гори Койца захід від Церкно, Регіон Горішка, Словенія. Висота над рівнем моря: 542.4 м. 